# ギャロップダイナ
ギャロップダイナ（1980年4月25日 - 2006年2月2日）は、日本の競走馬、種牡馬。
1982年に中央競馬でデビュー。長らく条件クラスとオープンクラスを昇降する成績であったが、条件馬の身で出走した1985年の天皇賞（秋）において、「皇帝」の異名をとった本命馬・シンボリルドルフを破って優勝する波乱を演じる。翌1986年には安田記念にも優勝、夏にはフランス遠征を行ったのち、年末の有馬記念で再び人気薄からの2着という波乱を起こして引退した。通算42戦10勝。「フロックのかたまり」や「最強の伏兵馬」と呼ばれた。種牡馬としては中央重賞および地方ダートグレード競走の勝利馬を2頭出した。

## 経歴

### 生い立ち
1980年、北海道早来町の社台ファーム早来に生まれる。父は競走馬時代にフランスのG1・フォレ賞を優勝し、本馬がデビューした1982年に初めてリーディングサイアーとなり、以降10度その地位を占めることになるノーザンテースト。母アスコットラップは不出走だが、曾祖母ハイビッドはアラバマステークスなど9勝、その仔（本馬の大伯父）には13勝を挙げたボールドビッダー（英語版）らがいた。その血統から牧場でも期待されていたが、同時に非常に気性の激しい馬でもあった。

### 戦績

#### 条件馬時代
美浦トレーニングセンターの矢野進厩舎に入り、1982年7月の新潟開催でデビュー。本開催デビュー馬の筆頭格と目されていたプロメイドを破って初戦勝利を挙げた。矢野は翌年の4歳クラシックへの期待を寄せたが、しかしその後は「精神面と肉体的成長のバランスがあわ」ず（社台ファーム早来場長・吉田勝己）、伸び悩む。2勝目を挙げたのは5歳となった1984年1月のダート競走で、以後しばしダートを主体に使われる。4月に中山で3勝目、5月には東京で1600メートルを1分35秒5のレコードタイムで4勝目を挙げ、夏には北海道開催で2連勝を挙げた。
6歳となった1985年からは重賞に顔を出しはじめ、2月のダート重賞・フェブラリーハンデキャップで2着。春には芝の重賞・京王杯スプリングカップでも3着となり、GI・安田記念で5着と健闘した。充実期に入ったとみた陣営は、夏に得意のダートで態勢を整えたのち、順調ならば年末の有馬記念を最大目標とする計画を立てた。
安田記念の次走に出走した札幌日経賞ではスタートでバランスを崩して騎手の東信二が落馬。そのまま馬群について走ったギャロップダイナは、最終コーナーで逃げ馬に並びかけると、デリンジャーアモンに1馬身半の差をつけ、レコードを0.2秒上回る推定1分49秒9というタイムでゴールを通過。落馬のため、正式な結果は「競走中止」ではあったが、「カラ馬が1着」と話題をまいた。続く道新杯では改めてレコードタイムで走破しての7勝目を挙げると、続く2戦を連続で2着とした。その後、矢野はギャロップダイナを自己条件戦の府中ステークスへ回すことを考えていたが、社台ファーム総帥・吉田善哉が急遽天皇賞（秋）への出走を決定。「チャンスさえ与えれば花開く可能性がある。それがノーザンテーストの血だ」というのがその言であった。一方、この競走で手綱をとる根本康広によれば、「シンボリがルドルフを出してきた。それならダイナも何か出そう」という事情であったという。

#### 波乱の天皇賞（秋）
この競走で大本命と目されていたのは、前年に史上4頭目のクラシック三冠を達成するなど、ここまでGI競走5勝を挙げて、当時から既に史上最強馬と言われ「皇帝」の異名を持っていたシンボリルドルフ（岡部幸雄騎乗）であった。4月の天皇賞（春）以来半年ぶりの出走、さらに秋の舞台である東京2000メートルコースでは不利とされていた大外17番枠という悪条件が重なりながらも、調教師の野平祐二は「今回は休み明けでも思い通りの仕上げができた。昨日競馬場に入ったが、飼い葉食いなど、むしろ美浦にいたときよりいいぐらいだし、ますます自信がわいてきた。枠順は関係ない」「競馬に絶対があることを証明したい」と強気であった。前日発売における同馬の単勝オッズは1.0倍、その後動いたものの、最終オッズで1.4倍という圧倒的な支持を集めていた。
一方のギャロップダイナは、それまで主に騎乗していた柴崎勇がロシアンブルーに、東信二がアカネダイモンに騎乗するため騎手も確保できておらず、競走3日前になって、矢野と師匠同士が兄弟弟子という関係で、ようやく根本に代役が決まった。しかし、調教にさえ騎乗していなかった根本はとくに勝算があるとも考えておらず、当日競馬場に向かう車中で、親友の加藤和宏と「もし万が一勝ったら賞品の車をトンカチで叩き潰そうや」と軽口を叩いていたという。出走を決めた吉田善哉もシンボリルドルフに勝てるとはみておらず、同日に所有馬シャダイソフィアが出走するスワンステークスを見るため京都競馬場にいた。また、当時のギャロップダイナはまだ1階級下の1400万下（→1600万下、現・３勝クラス）の条件馬の身であり、前走同条件競走に出走して2着に敗れていたこともあって、ギャロップダイナの最終オッズは88.2倍の13番人気で伏兵扱いだった。
スタートが切られると、シンボリルドルフは躓いて出遅れ、後方からのレース運びとなった。そこから強引に押し上げていき、最初のコーナーでの12番手から、最終コーナーでは2番手という位置で最後の直線に入る。そしてウインザーノットとニホンピロウイナーを振り切って先頭に立ったが、最終コーナー出口から直線入口にかけて15番手の位置から、直線に入って外に持ち出して追い込んだギャロップダイナがゴール寸前でこれを捕らえ、半馬身差をつけての優勝を果たし大波乱となった。走破タイム1分58秒7はトウショウボーイが保持した記録を0秒2更新する日本レコード。単勝配当8820円は、天皇賞史上最高額（記録はいずれも当時）であった。
競走後のインタビューで心境を問われた矢野は「わかるでしょう。最高、ほんとうに最高です。夏の北海道遠征を終えて帰ってきてから、馬に落ち着きが出てきたと思います。とにかく、新潟でデビューしたとき、春のクラシックのことを考えていたのですから、この春からの充実ぶりは、期待通りの成長と言えますね」などと語り、根本は「この馬は3～4コーナーの行きっぷりがいいから、それにだまされちゃいけないってことは言われてました。だからずっと我慢して、手応えがいいと思っても、ひたすら我慢したということです。出る以上は負けないぞ、と思って乗っていましたが、相手がなにしろみんな強いですからね」などと語った。敗れたルドルフ陣営の野平は「負け惜しみで言えば、いくらルドルフでも、あれだけ強引なレースをすれば、ゴール前の詰めが甘くなってしまう。負けた瞬間、締め付けられ金縛りにあったように動けなかった」と述べた。
なお根本は後年、この競走について次のようにふり返っている。
またその一方では、次のようにも述べた。
この競走を民間放送（フジテレビ）で実況していた堺正幸（当時フジテレビアナウンサー、現・フリーアナウンサー）は、ゴール直後に「あっと驚くギャロップダイナ根本康広!!…、あっと驚くギャロップダイナ右手を高々と上げています…」と実況した。そこで思わず出た「あっと驚くギャロップダイナ」というフレーズが、この競走の回顧をする雑誌などに掲載され、この競走でギャロップダイナを語る上での枕詞になった。

#### 実力を証明する - 安田記念制覇
天皇賞のあと、ギャロップダイナはジャパンカップ、有馬記念と進んだが、いずれもシンボリルドルフの7、5着と敗れ、「天皇賞はまぐれ勝ちだった」との見方も出た。その後、陣営はギャロップダイナの1986年の予定について「中距離路線を進ませる」と明言。2月に出走した東京新聞杯では、柴崎勇を鞍上に59キログラムの斤量を背負いながら、当時としては非常に優秀な34秒4という上がりタイムを計時し、トウショウペガサスに半馬身差で勝利。同馬に騎乗した柴田政人が「さすがに天皇賞馬は強い」と舌を巻く内容であった。続く京王杯スプリングカップでは不良馬場のなか後方待機から伸びきれず4着となり、5月11日、春のマイル王決定戦・安田記念に臨んだ。
1984年のGI格付後、過去2回の安田記念競走ではハッピープログレス、ニホンピロウイナーという確固たる中心馬が存在したが、当年はそうした存在がおらず混戦模様を呈していた。そうしたなかでギャロップダイナはオッズ2.8倍の1番人気に支持される。レースでは後方待機から、最後の直線残り200メートル付近で逃げ粘るホリノカチドキを一気にかわし、同馬に1馬身4分の3差で優勝。GI競走2勝目を挙げた。柴崎にとっては初のGI制覇であった。柴崎によれば、このときのギャロップダイナは京王杯の疲れが残った状態であったといい、ゴール前で「強い馬だ」と感嘆したと述懐している。また馬の変化について、かつてあった腰の弱さが解消され、踏み込みが力強くなっていたともした。

#### フランス遠征
競走後、陣営はギャロップダイナのフランス遠征を発表。目標レースは1600メートルではフランス最高峰のジャック・ル・マロワ賞とムーラン・ド・ロンシャン賞に据えられた。3月にはシンボリルドルフがアメリカのサンルイレイステークスで故障,大敗を喫し、日本競馬界の国外遠征への意欲に冷水が浴びせられた状況にあったが、それを押しての遠征であった。
社台ファーム千歳場長（当時）・吉田照哉と同場の従業員である袴田二三男（後に山元トレーニングセンター・マネージャー）を伴い渡仏したギャロップダイナは、6月11日、受入先であるシャンティイ調教場のジョン・カニントン厩舎に入る。同厩舎では、吉田善哉のかつての所有馬で、日本で種牡馬となったリアルシャダイが入っていた馬房に収められた。のちに柴崎も渡仏し、現地での調教に当たった。
8月17日、フランス第1戦のジャック・ル・マロワ賞に臨んだ。「安田記念とは比較にならない」（柴崎）という好調で、鞍上には現地騎手のモーリス・フィリペロンを配されたギャロップダイナは、13頭立て4番人気の支持を受けた。レースでフィリペロンは先行策をとったがやがて失速し、勝ったリルンクから大きく離された12着に終わる。競走後、吉田善哉は「ヨーロッパのG1を勝つのがどんなことか判っているつもりだけどね」と述べ、唸り声を漏らした。また矢野は「引っ掛かった」「直線だけのレースはきつい」と感想を述べた。
9月7日にはムーラン・ド・ロンシャン賞に出走。騎手は8月8日にクラフォンテーヌ競馬場で勝利を挙げていた柴崎が務めた。スタートが切られると先行集団のなかでレースを進めたが、最後の直線で伸びず、12頭立て10着という結果に終わった。ギャロップダイナはこれをもってフランス遠征を終え、9月17日に帰国した。

#### 再び波乱を起こし引退
帰国後は天皇賞（秋）に出走。検疫明けの急仕上げという状態に加え、レースでも最後の直線で内向きに斜行したものの4着となる。しかし続くジャパンカップでは10着と大敗し、年末には引退レースとして有馬記念に臨んだ。
当年の有馬記念は出走12頭中ギャロップダイナを含む6頭がGI優勝馬であったが、ギャロップダイナは11番人気と軽視されていた。しかしレースでは後方待機から、最後の直線で抜け出した同馬主のダイナガリバー（日本ダービー優勝馬）を大外から追い込み、半馬身及ばなかったものの2着となった。枠連配当は8100円という波乱となり、競馬会の広報誌『優駿』は「天皇賞、安田記念を勝った底力は二着に負けたとはいえ、みごとに証明した。『あんまり印がないもんで本気で走ってやったのさ』と思っていたのかもしれない」と、その走りを評した。
競走後、優勝したダイナガリバーの記念撮影にはギャロップダイナも並んで加わり、吉田善哉は「ギャロップにとってはいい引退式になりました」と語った。4日後の12月25日、種牡馬となるため美浦トレーニングセンターから北海道へ移動した。

### 種牡馬時代
種牡馬ギャロップダイナに対しては、一株360万円を60口、合計2億1600万円のシンジケートが組織された。同父のアンバーシャダイ、アスワンといった種牡馬の産駒が活躍していたこともあり、種牡馬入り当初は人気を集め、毎年70頭前後の交配をこなした。その後は芳しい成績が挙がらず評価を落としたが、1992年に初年度産駒マルマツエースがエプソムカップを制し、産駒の重賞初勝利を挙げる。また、同年10月までに中央で6戦5勝という成績を挙げていたオースミダイナーは、膝の故障により公営・北海道競馬へ転出後、同地の重賞戦線で活躍。2000年には12（旧表記13）歳という年齢にして中央との交流重賞・北海道スプリントカップを制し、最年長重賞勝利記録を樹立した。
2006年2月2日、当時の繋養先であった北海道清水町の競勝牧場で死亡。老衰と伝えられる。26歳没。

## 競走成績
| 年月日 | 年月日 | 年月日 | 開催場     | 競走名                     | 格       | 頭数 | 人気 | 着順 | 距離（状態）  | タイム（3F）    | 着差      | 騎手           | 斤量 | 馬体重 | 勝ち馬/（2着馬）       |
| ------ | ------ | ------ | ---------- | -------------------------- | -------- | ---- | ---- | ---- | ------------- | --------------- | --------- | -------------- | ---- | ------ | ---------------------- |
| 1982   | 7.     | 24     | 新潟       | 3歳新馬                    |          | 7    | 3    | 1着  | 芝1000m（良） | 58.8（35.5）    | 1 1/4馬身 | 西野桂         | 53   | 482    | （プロメイド）         |
|        | 8.     | 15     | 新潟       | チューリップS              | OP       | 5    | 3    | 5着  | 芝1000m（良） | 59.5（35.7）    | 1.7秒     | 西野桂         | 54   | 482    | スティールアサ         |
| 1983   | 2.     | 13     | 東京       | 4歳400万下                 |          | 12   | 5    | 8着  | ダ1600m（良） | 1:42.2（40.7）  | 2.3秒     | 田村正光       | 55   | 490    | アテイスポート         |
|        | 3.     | 12     | 小倉       | すみれ賞                   | 400万下  | 9    | 1    | 3着  | 芝1800m（良） | 1:51.3（39.6）  | 0.6秒     | 横田吉光       | 55   | 492    | イチライキング         |
|        | 3.     | 27     | 小倉       | たんぽぽ賞                 | 400万下  | 13   | 1    | 4着  | 芝1800m（良） | 1:52.1（39.6）  | 0.7秒     | 横田吉光       | 55   | 488    | ヒロフブキ             |
|        | 4.     | 24     | 東京       | 新緑賞                     | 400万下  | 9    | 7    | 7着  | 芝2300m（良） | 2:26.3（38.6）  | 1.0秒     | 岡部幸雄       | 55   | 484    | ヤスタダ               |
|        | 10.    | 15     | 福島       | 医王寺特別                 | 400万下  | 8    | 5    | 8着  | 芝2000m（良） | 2:03.7（37.8）  | 2.3秒     | 横田吉光       | 55   | 514    | レオカディアス         |
|        | 12.    | 10     | 中山       | 4歳上400万下               |          | 16   | 15   | 2着  | ダ1200m（良） | 1:11.4（36.7）  | 0.1秒     | 柴崎勇         | 55   | 512    | トライバルセイバー     |
|        | 1.     | 5      | 中山       | 5歳上400万下               |          | 16   | 1    | 1着  | ダ1200m（良） | 1:11.7（37.6）  | 1馬身     | 柴崎勇         | 56   | 520    | （ラガースポート）     |
|        | 2.     | 4      | 東京       | 節分賞                     | 800万下  | 8    | 3    | 5着  | ダ1200m（重） | 1:14.5（37.7）  | 1.3秒     | 柴崎勇         | 56   | 520    | スノートキング         |
|        | 2.     | 26     | 中山       | 5歳上800万下               |          | 16   | 4    | 2着  | ダ1200m（不） | 1:12.4（37.4）  | 0.3秒     | 柴崎勇         | 56   | 516    | ブルーコーベット       |
|        | 3.     | 10     | 中山       | 5歳上800万下               |          | 16   | 3    | 2着  | ダ1200m（稍） | 1:11.3（37.3）  | 0.0秒     | 柴崎勇         | 56   | 516    | ファイブジャパン       |
| 1984   | 4.     | 15     | 中山       | 5歳上800万下               |          | 14   | 2    | 1着  | ダ1200m（良） | 1:12.3（36.6）  | 2馬身     | 柴崎勇         | 56   | 510    | （グロリアパトリ）     |
|        | 4.     | 29     | 東京       | 武蔵野S                    | 1300万下 | 13   | 4    | 2着  | 芝1400m（良） | 1:25.1（36.1）  | 0.0秒     | 岡部幸雄       | 54   | 510    | スマートボーイ         |
|        | 5.     | 13     | 東京       | 5歳上1300万下              |          | 13   | 2    | 1着  | ダ1600m（良） | R1:35.5（36.4） | 3/4馬身   | 岡部幸雄       | 56   | 516    | （イクエヒカル）       |
|        | 6.     | 10     | 札幌       | 北斗賞                     | 900万下  | 10   | 1    | 1着  | ダ1500m（稍） | 1:32.1（37.3）  | 6馬身     | 東信二         | 57   | 520    | （カナカンテンザン）   |
|        | 7.     | 8      | 札幌       | 道新杯                     | OP       | 11   | 1    | 1着  | ダ1500m（良） | 1:32.4（37.4）  | 1 1/2馬身 | 東信二         | 55   | 520    | （ジョーキジルクム）   |
|        | 10.    | 20     | 東京       | オパールS                  | 1400万下 | 10   | 2    | 2着  | 芝1600m（不） | 1:36.7（37.4）  | 0.0秒     | 岡部幸雄       | 58   | 516    | リンネスプレンティ     |
|        | 11.    | 4      | 東京       | 根岸S                      | OP       | 13   | 1    | 3着  | ダ1400m（良） | 1:23.9（36.8）  | 0.3秒     | 岡部幸雄       | 56   | 516    | ビゼンエイコー         |
|        | 11.    | 24     | 東京       | 霜月賞                     | 1400万下 | 12   | 2    | 4着  | ダ1600m（稍） | 1:36.6（37.3）  | 0.9秒     | 岡部幸雄       | 58   | 520    | アンドレアモン         |
|        | 12.    | 8      | 中山       | ディセンバーS              | 1400万下 | 15   | 3    | 7着  | 芝1200m（良） | 1:09.7（35.1）  | 1.1秒     | 岡部幸雄       | 58   | 516    | オンワードシェレル     |
| 1985   | 2.     | 2      | 東京       | 銀嶺S                      | OP       | 13   | 4    | 3着  | ダ1600m（重） | 1:37.4（37.3）  | 1.1秒     | 柴崎勇         | 57   | 524    | ブルーダーバン         |
|        | 2.     | 16     | 東京       | フェブラリーH              | GIII     | 11   | 6    | 2着  | ダ1600m（良） | 1.37.7（38.5）  | 0.8秒     | 柴崎勇         | 56   | 524    | アンドレアモン         |
|        | 3.     | 24     | 中山       | 京葉S                      | OP       | 12   | 4    | 4着  | ダ1800m（稍） | 1:50.1（38.2）  | 1.1秒     | 柴崎勇         | 56   | 520    | アンドレアモン         |
|        | 4.     | 7      | 中山       | エイプリルS                | OP       | 10   | 6    | 2着  | 芝1600m（稍） | 1:35.3（35.5）  | 0.1秒     | 柴崎勇         | 56   | 518    | アカネダイモン         |
|        | 4.     | 21     | 東京       | 京王杯スプリングC          | GII      | 13   | 8    | 3着  | 芝1400m（稍） | 1:23.4（36.3）  | 0.4秒     | 柴崎勇         | 57   | 514    | ニホンピロウイナー     |
|        | 5.     | 12     | 東京       | 安田記念                   | GI       | 17   | 10   | 5着  | 芝1600m（良） | 1:35.6（37.7）  | 0.5秒     | 柴崎勇         | 57   | 516    | ニホンピロウイナー     |
|        | 6.     | 9      | 札幌       | 札幌日経賞                 | OP       | 12   | 2    | －   | ダ1800m（良） | （競走中止）    | －        | 東信二         | 57   | 524    | デリンジャーアモン     |
|        | 7.     | 7      | 札幌       | 道新杯                     | OP       | 11   | 1    | 1着  | ダ1500m（良） | R1:29.9（35.6） | 1 3/4馬身 | 東信二         | 55   | 528    | （ウエスタンファイブ） |
|        | 8.     | 25     | 函館       | 青函S                      | OP       | 8    | 3    | 2着  | 芝1200m（良） | 1:09.3（35.1）  | 0.4秒     | 東信二         | 56   | 530    | オンワードシェレル     |
|        | 10.    | 13     | 東京       | アジア競馬会議25周年記念   | 1400万下 | 11   | 6    | 2着  | 芝1800m（良） | 1:48.0（35.4）  | 0.3秒     | 柴崎勇         | 58   | 522    | ハセノーザン           |
|        | 10.    | 27     | 東京       | 天皇賞（秋）               | GI       | 17   | 13   | 1着  | 芝2000m（良） | R1:58.7（34.6） | 1/2馬身   | 根本康広       | 58   | 522    | （シンボリルドルフ）   |
|        | 11.    | 24     | 東京       | ジャパンC                  | GI       | 15   | 7    | 7着  | 芝2400m（重） | 2:30.1（38.5）  | 1.3秒     | 根本康広       | 57   | 518    | シンボリルドルフ       |
|        | 12.    | 22     | 中山       | 有馬記念                   | GI       | 10   | 3    | 5着  | 芝2500m（良） | 2:34.3（37.3）  | 1.2秒     | 根本康広       | 56   | 526    | シンボリルドルフ       |
| 1986   | 2.     | 2      | 東京       | 東京新聞杯                 | GIII     | 10   | 1    | 1着  | 芝1600m（良） | 1:35.0（34.5）  | 1/2馬身   | 柴崎勇         | 59   | 520    | （トウショウペガサス） |
|        | 4.     | 20     | 東京       | 京王杯スプリングC          | GII      | 12   | 1    | 4着  | 芝1400m（不） | 1:24.6（37.1）  | 0.9秒     | 柴崎勇         | 59   | 520    | トーアファルコン       |
|        | 5.     | 11     | 東京       | 安田記念                   | GI       | 11   | 1    | 1着  | 芝1600m（良） | 1:35.5（36.2）  | 1 3/4馬身 | 柴崎勇         | 57   | 520    | （ホリノカチドキ）     |
|        | 8.     | 17     | ドーヴィル | ジャック・ル・マロワ賞     | G1       | 13   |      | 12着 | 芝1600m（良） | －              | －        | M.フィリプロン | 58   | －     | Lirung                 |
|        | 9.     | 7      | ロンシャン | ムーラン・ド・ロンシャン賞 | G1       | 14   |      | 10着 | 芝1600m（良） | －              | －        | 柴崎勇         | 58   | －     | Sonic Lady             |
|        | 10.    | 26     | 東京       | 天皇賞（秋）               | GI       | 16   | 7    | 4着  | 芝2000m（良） | 1:59.1（35.5）  | 0.8秒     | 柴崎勇         | 58   | 524    | サクラユタカオー       |
|        | 11.    | 23     | 東京       | ジャパンC                  | GI       | 14   | 11   | 10着 | 芝2400m（良） | 2:26.1（36.2）  | 1.1秒     | 柴崎勇         | 58   | 526    | ジュピターアイランド   |
|        | 12.    | 21     | 中山       | 有馬記念                   | GI       | 12   | 11   | 2着  | 芝2500m（稍） | 2:34.1（36.7）  | 0.1秒     | 柴崎勇         | 56   | 530    | ダイナガリバー         |

- 競走名「S」はステークス、「C」はカップ、「H」はハンデキャップの略。
- タイム欄Rはレコードタイムを示す。
- 出典：『競馬名馬読本』およびJRA Video Interactive

フリーハンデ（レーティング）
| 年度   | 対象            | 馬齢       | 区分                   | 値   | 順位  | 出典   |
| ------ | --------------- | ---------- | ---------------------- | ---- | ----- | ------ |
| 1985年 | JRAフリーハンデ | 6（新5）歳 | 5（新4）歳以上馬       | 61kg | 第3位 | [ 31 ] |
| 1986年 | JRAフリーハンデ | 7（新6）歳 | 短距離4（新3）歳以上馬 | 63kg | 第1位 | [ 32 ] |
| 1986年 | JRAフリーハンデ | 7（新6）歳 | 5（新4）歳以上馬       | 62kg | 第2位 | [ 32 ] |

有馬記念ファン投票
| 年度   | 順位  | 票数    | 出典   |
| ------ | ----- | ------- | ------ |
| 1985年 | 第3位 | 81,212  | [ 33 ] |
| 1986年 | 第6位 | 105,118 | [ 33 ] |

## 種牡馬成績

### 重賞勝利産駒
中央および地方ダートグレード競走優勝馬
- マルマツエース（1988年産 1992年エプソムカップ[34]）
- オースミダイナー（1988年産 2000年北海道スプリントカップ、ほか地方限定重賞9勝[35]）

地方限定重賞勝利馬
- ヤングワールド（1988年産 1995年開設67周年記念・荒尾[36]）
- ロングアトラス（1989年産 1993年中津王冠・中津[37]）
- マウンドギャロップ（1993年産 1995年3歳優駿・上山[38]）
- デルマキングオー（1994年産 2000年・2001年高崎大賞典、2001年高崎・開設記念、高崎記念、2002年こうずけ特別、とちぎスプリンターズ天馬杯、2003年新春杯)[39]

### ブルードメアサイアーとしての主な産駒
- マイネソーサリス（2005年愛知杯） - 父ブライアンズタイム

## 評価
管理した矢野進は1999年に雑誌『Sports Graphic Number』が行ったアンケートにおいて、自身が手がけた最強馬としてギャロップダイナを挙げ、「ダイナアクトレスのイメージが強いかもしれないが、この馬のほうが上」と回答している。また、記者の佐藤洋一郎は同誌の記事のなかで、天皇賞制覇がレコードタイムによるものだったことを取り上げて「展開のあやとか馬場状態に恵まれてのフロック勝ちではなく、スピードとパワーなくして出来る仕事ではなかった」と述べている。また、横尾一彦は3歳から7歳まで故障なく走った頑健さ、シンボリルドルフを破った天皇賞の鮮烈さ、ダートでも6勝、レコード勝利3回といった実績から「ノーザンテースト譲りの天性のスピードと瞬発力を兼ね備えた希有なサラブレッド」と評した。一方、阿部珠樹は「記録上は『名馬』の範疇に入るのだろうが、ギャロップダイナほど『名馬』の称号が似つかわしくない馬もいない」「80年代を代表する性格俳優だった」としている。

### 投票企画などの結果
| 年度   | 企画者                     | 企画                                                                   | 順位    | 出典   |
| ------ | -------------------------- | ---------------------------------------------------------------------- | ------- | ------ |
| 1986年 | 日本中央競馬会             | ファンが選んだサラブレッドなんでもベスト10（短距離馬部門）             | 第9位   | [ 42 ] |
| 1986年 | 日本中央競馬会             | ファンが選んだサラブレッドなんでもベスト10（中距離馬部門）             | 第6位   | [ 42 ] |
| 1986年 | 日本中央競馬会             | ファンが選んだサラブレッドなんでもベスト10（追い込み馬部門）           | 第7位   | [ 42 ] |
| 1986年 | 日本中央競馬会             | ファンが選んだサラブレッドなんでもベスト10（個性派部門）               | 第4位   | [ 42 ] |
| 2000年 | 日本中央競馬会             | 20世紀の名馬大投票                                                     | 第121位 | [ 43 ] |
| 2004年 | 『優駿』（日本中央競馬会） | 個性派ホースBEST10（名バイプレーヤー・1980～2000年代部門〈識者投票〉） | 第9位   | [ 44 ] |
| 2015年 | 『優駿』（日本中央競馬会） | 未来に語り継ぎたい名馬BEST100                                          | 第179位 | [ 45 ] |

## 血統表
| ギャロップダイナの血統                               | ギャロップダイナの血統                                     | ギャロップダイナの血統            | （血統表の出典）                  | （血統表の出典） |
| 父系                                                 | ノーザンテースト系                                         | ノーザンテースト系                | ノーザンテースト系                | [ § 2 ]          |
| 父 *ノーザンテースト Northern Taste 1971 栗毛 カナダ | 父の父Northern Dancer 1961 鹿毛 カナダ                     | Nearctic                          | Nearco                            | Nearco           |
| 父 *ノーザンテースト Northern Taste 1971 栗毛 カナダ | 父の父Northern Dancer 1961 鹿毛 カナダ                     | Nearctic                          | Lady Angela                       |                  |
| 父 *ノーザンテースト Northern Taste 1971 栗毛 カナダ | 父の父Northern Dancer 1961 鹿毛 カナダ                     | Natalma                           | Native Dancer                     | Native Dancer    |
| 父 *ノーザンテースト Northern Taste 1971 栗毛 カナダ | 父の父Northern Dancer 1961 鹿毛 カナダ                     | Natalma                           | Almahmoud                         |                  |
| 父 *ノーザンテースト Northern Taste 1971 栗毛 カナダ | 父の母Lady Victoria 1962 黒鹿毛 カナダ                     | Victoria Park                     | Chop Chop                         | Chop Chop        |
| 父 *ノーザンテースト Northern Taste 1971 栗毛 カナダ | 父の母Lady Victoria 1962 黒鹿毛 カナダ                     | Victoria Park                     | Victoriana                        |                  |
| 父 *ノーザンテースト Northern Taste 1971 栗毛 カナダ | 父の母Lady Victoria 1962 黒鹿毛 カナダ                     | Lady Angela                       | Hyperion                          | Hyperion         |
| 父 *ノーザンテースト Northern Taste 1971 栗毛 カナダ | 父の母Lady Victoria 1962 黒鹿毛 カナダ                     | Lady Angela                       | Sister Sarah                      |                  |
| 母 アスコットラップ 1976 鹿毛 日本                   | 母の父*エルセンタウロ El Centauro 1959 黒鹿毛 アルゼンチン | Sideral                           | Seductor                          | Seductor         |
| 母 アスコットラップ 1976 鹿毛 日本                   | 母の父*エルセンタウロ El Centauro 1959 黒鹿毛 アルゼンチン | Sideral                           | Starling                          |                  |
| 母 アスコットラップ 1976 鹿毛 日本                   | 母の父*エルセンタウロ El Centauro 1959 黒鹿毛 アルゼンチン | Planetaria                        | Penny Post                        | Penny Post       |
| 母 アスコットラップ 1976 鹿毛 日本                   | 母の父*エルセンタウロ El Centauro 1959 黒鹿毛 アルゼンチン | Planetaria                        | Crescent                          |                  |
| 母 アスコットラップ 1976 鹿毛 日本                   | 母の母*ディープディーン Deepdene 1970 鹿毛 アメリカ        | Bold Ruler                        | Nasrullah                         | Nasrullah        |
| 母 アスコットラップ 1976 鹿毛 日本                   | 母の母*ディープディーン Deepdene 1970 鹿毛 アメリカ        | Bold Ruler                        | Miss Disco                        |                  |
| 母 アスコットラップ 1976 鹿毛 日本                   | 母の母*ディープディーン Deepdene 1970 鹿毛 アメリカ        | High Bid                          | To Market                         | To Market        |
| 母 アスコットラップ 1976 鹿毛 日本                   | 母の母*ディープディーン Deepdene 1970 鹿毛 アメリカ        | High Bid                          | Stepping Stone                    |                  |
| 母系(F-No.)                                          | 3号族(FN:3-n)                                              | 3号族(FN:3-n)                     | 3号族(FN:3-n)                     | [ § 3 ]          |
| 5代内の近親交配                                      | Lady Angela3×4（父内）、Nearco4×5                          | Lady Angela3×4（父内）、Nearco4×5 | Lady Angela3×4（父内）、Nearco4×5 | [ § 4 ]          |
| 出典                                                 | 1. 2. 3. 4.                                                | 1. 2. 3. 4.                       | 1. 2. 3. 4.                       | 1. 2. 3. 4.      |

日本における牝系祖である祖母・ディープディーンは1973年に輸入された。母アスコットラップには本馬以外にもノーザンテーストが積極的に交配されており、全妹のダイナチャイナは中央競馬で7勝を挙げ、オープンクラスまで昇った。その仔・アグネスカミカゼは目黒記念に勝利し、孫のアーネストリーはGI競走の宝塚記念を制覇している。

### 近親（重賞勝利馬）
- 甥 - アグネスカミカゼ（目黒記念[46]）
- 又甥 - アーネストリー（宝塚記念、金鯱賞、札幌記念、オールカマー、中日新聞杯[46]）
- 又甥 - ヴァンクルタテヤマ（プロキオンステークス、サマーチャンピオン2回、北海道スプリントカップ[46]）